# Diney
Edilson Alberto Monteiro Sanches Borges, meglio noto come Diney (Tarrafal, 17 gennaio 1995), è un calciatore capoverdiano, difensore dell'Al-Bataeh e della nazionale capoverdiana.

## Carriera

### Club
Cresciuto nel settore giovanile del Vitória Setúbal, nel 2014 si trasferisce al Marítimo, con cui esordisce in prima squadra il 16 agosto 2015, nella partita di campionato persa per 2-1 contro l'União de Madeira.

### Nazionale
Ha debuttato con la nazionale capoverdiana il 14 novembre 2017, in occasione dell'incontro di qualificazione al Mondiale 2018 perso per 4-0 contro il Burkina Faso; è stato convocato per la Coppa delle nazioni africane 2021 e per la Coppa delle nazioni africane 2023.

## Statistiche

### Presenze e reti nei club
Statistiche aggiornate al 13 marzo 2018.
| Stagione         | Squadra          | Campionato       | Campionato | Campionato | Coppe nazionali | Coppe nazionali | Coppe nazionali | Coppe continentali | Coppe continentali | Coppe continentali | Altre coppe | Altre coppe | Altre coppe | Totale | Totale | Totale |
| Stagione         | Squadra          | Comp             | Pres       | Reti       | Comp            | Pres            | Reti            | Comp               | Pres               | Reti               | Comp        | Pres        | Reti        | Pres   | Reti   |        |
| ---------------- | ---------------- | ---------------- | ---------- | ---------- | --------------- | --------------- | --------------- | ------------------ | ------------------ | ------------------ | ----------- | ----------- | ----------- | ------ | ------ | ------ |
| 2015-2016        | Marítimo         | PL               | 1          | 0          | TdP+TdL         | 1+0             | 0               | -                  | -                  | -                  | -           | -           | -           | 2      | 0      |        |
| 2016-2017        | Marítimo         | PL               | 0          | 0          | TdP+TdL         | 0+1             | 0               | -                  | -                  | -                  | -           | -           | -           | 1      | 0      |        |
| 2017-2018        | Marítimo         | PL               | 19         | 0          | TdP+TdL         | 1+2             | 0               | UEL                | -                  | -                  | -           | -           | -           | 22     | 0      |        |
| Totale Marítimo  | Totale Marítimo  | Totale Marítimo  | 20         | 0          |                 | 5               | 0               |                    | 0                  | 0                  |             | -           | -           | 25     | 0      |        |
| 2018-2019        | Estoril Praia    | SL               | 15         | 1          | TdP+TdL         | 1+1             | 0+0             | -                  | -                  | -                  | -           | -           | -           | 17     | 1      |        |
| 2019-2020        | FAR Rabat        | B1               | 23         | 0          | -               | -               | -               | -                  | -                  | -                  | -           | -           | -           | 23     | 0      |        |
| 2020-2021        | FAR Rabat        | B1               | 27         | 1          | CdT             | 4               | 0               | -                  | -                  | -                  | -           | -           | -           | 31     | 1      |        |
| 2021-2022        | FAR Rabat        | B1               | 13         | 3          | CdT             | 0               | 0               | CCC                | 4                  | 0                  | -           | -           | -           | 17     | 3      |        |
| Totale FAR Rabat | Totale FAR Rabat | Totale FAR Rabat | 63         | 4          |                 | 4               | 0               |                    | 4                  | 0                  |             | -           | -           | 71     | 4      |        |
| Totale carriera  | Totale carriera  | Totale carriera  | 98         | 5          |                 | 11              | 0               |                    | 4                  | 0                  |             | -           | -           | 113    | 5      |        |

### Cronologia presenze e reti in nazionale
| Cronologia completa delle presenze e delle reti in nazionale ― Capo Verde | Cronologia completa delle presenze e delle reti in nazionale ― Capo Verde | Cronologia completa delle presenze e delle reti in nazionale ― Capo Verde | Cronologia completa delle presenze e delle reti in nazionale ― Capo Verde | Cronologia completa delle presenze e delle reti in nazionale ― Capo Verde | Cronologia completa delle presenze e delle reti in nazionale ― Capo Verde | Cronologia completa delle presenze e delle reti in nazionale ― Capo Verde | Cronologia completa delle presenze e delle reti in nazionale ― Capo Verde |
| Data                                                                      | Città                                                                     | In casa                                                                   | Risultato                                                                 | Ospiti                                                                    | Competizione                                                              | Reti                                                                      | Note                                                                      |
| ------------------------------------------------------------------------- | ------------------------------------------------------------------------- | ------------------------------------------------------------------------- | ------------------------------------------------------------------------- | ------------------------------------------------------------------------- | ------------------------------------------------------------------------- | ------------------------------------------------------------------------- | ------------------------------------------------------------------------- |
| 14-11-2017                                                                | Ouagadougou                                                               | Burkina Faso                                                              | 4 – 0                                                                     | Capo Verde                                                                | Qual. Mondiali 2018                                                       | -                                                                         | 67’ 94’                                                                   |
| 1-6-2018                                                                  | Blida                                                                     | Algeria                                                                   | 2 – 3                                                                     | Capo Verde                                                                | Amichevole                                                                | -                                                                         | 93’                                                                       |
| 13-11-2019                                                                | Yaoundé                                                                   | Camerun                                                                   | 0 – 0                                                                     | Capo Verde                                                                | Qual. Coppa d'Africa 2021                                                 | -                                                                         | 45’                                                                       |
| 18-11-2019                                                                | Praia                                                                     | Capo Verde                                                                | 2 – 2                                                                     | Mozambico                                                                 | Qual. Coppa d'Africa 2021                                                 | -                                                                         |                                                                           |
| 26-3-2021                                                                 | Praia                                                                     | Capo Verde                                                                | 3 – 1                                                                     | Camerun                                                                   | Qual. Coppa d'Africa 2021                                                 | -                                                                         | 90’                                                                       |
| 8-6-2021                                                                  | Dakar                                                                     | Senegal                                                                   | 2 – 0                                                                     | Capo Verde                                                                | Amichevole                                                                | -                                                                         |                                                                           |
| 17-1-2022                                                                 | Yaoundé                                                                   | Capo Verde                                                                | 1 – 1                                                                     | Camerun                                                                   | Coppa d'Africa 2021 - 1º turno                                            | -                                                                         | 65’ 82’                                                                   |
| 25-1-2022                                                                 | Dakar                                                                     | Senegal                                                                   | 2 – 0                                                                     | Capo Verde                                                                | Coppa d'Africa 2021 - Ottavi di finale                                    | -                                                                         | 45’                                                                       |
| 23-3-2022                                                                 | Orleans                                                                   | Guadalupa                                                                 | 0 – 2                                                                     | Capo Verde                                                                | Amichevole                                                                | -                                                                         | 81’                                                                       |
| 25-3-2022                                                                 | Murcia                                                                    | Liechtenstein                                                             | 0 – 6                                                                     | Capo Verde                                                                | Amichevole                                                                | -                                                                         | 56’                                                                       |
| 28-3-2022                                                                 | San Pedro del Pinatar                                                     | San Marino                                                                | 0 – 2                                                                     | Capo Verde                                                                | Amichevole                                                                | -                                                                         | 62’                                                                       |
| 3-6-2022                                                                  | Marrakech                                                                 | Burkina Faso                                                              | 2 – 0                                                                     | Capo Verde                                                                | Qual. Coppa d'Africa 2023                                                 | -                                                                         |                                                                           |
| 7-6-2022                                                                  | Marrakech                                                                 | Capo Verde                                                                | 2 – 0                                                                     | Togo                                                                      | Qual. Coppa d'Africa 2023                                                 | -                                                                         | 84’                                                                       |
| 12-6-2022                                                                 | Fort Lauderdale                                                           | Ecuador                                                                   | 1 – 0                                                                     | Capo Verde                                                                | Amichevole                                                                | -                                                                         |                                                                           |
| 23-9-2022                                                                 | Manama                                                                    | Bahamas                                                                   | 1 – 2                                                                     | Capo Verde                                                                | Amichevole                                                                | -                                                                         |                                                                           |
| 28-3-2023                                                                 | Nelspruit                                                                 | eSwatini                                                                  | 0 – 1                                                                     | Capo Verde                                                                | Qual. Coppa d'Africa 2023                                                 | -                                                                         | 83’                                                                       |
| 12-6-2023                                                                 | Rabat                                                                     | Marocco                                                                   | 0 – 0                                                                     | Capo Verde                                                                | Amichevole                                                                | -                                                                         | 57’                                                                       |
| 18-6-2023                                                                 | Praia                                                                     | Capo Verde                                                                | 3 – 1                                                                     | Burkina Faso                                                              | Qual. Coppa d'Africa 2023                                                 | -                                                                         | 80’                                                                       |
| 17-10-2023                                                                | Fos-sur-Mer                                                               | Capo Verde                                                                | 1 – 2                                                                     | Comore                                                                    | Amichevole                                                                | -                                                                         |                                                                           |
| 22-1-2024                                                                 | Abidjan                                                                   | Capo Verde                                                                | 2 – 2                                                                     | Egitto                                                                    | Coppa d'Africa 2023 - 1º turno                                            | -                                                                         |                                                                           |
| 11-6-2024                                                                 | Praia                                                                     | Capo Verde                                                                | 1 – 0                                                                     | Libia                                                                     | Qual. Mondiali 2026                                                       | 1                                                                         |                                                                           |
| 10-9-2024                                                                 | Praia                                                                     | Capo Verde                                                                | 2 – 0                                                                     | Mauritania                                                                | Qual. Coppa d'Africa 2025                                                 | -                                                                         | 42’                                                                       |
| 8-6-2025                                                                  | Kutaisi                                                                   | Georgia                                                                   | 1 – 1                                                                     | Capo Verde                                                                | Amichevole                                                                | -                                                                         |                                                                           |
| Totale                                                                    |                                                                           | Presenze                                                                  | 23                                                                        |                                                                           | Reti                                                                      | 1                                                                         |                                                                           |

## Palmarès

### Club

#### Competizioni nazionali
- Coppa del Marocco: 1

FAR Rabat: 2019-2020